# Bộ Chính trị Ban Chấp hành Trung ương Đảng Cộng sản toàn Liên bang khóa XVI (1930–1934)
Bộ Chính trị Ban Chấp hành Trung ương Đảng Cộng sản Nga khóa XVI (1930-1934) được bầu tại Hội nghị Trung ương lần thứ nhất của Ban chấp hành Trung ương Đảng Cộng sản Nga (Bolsheviks) khóa XVI được tổ chức ngày 13/7/1930.

## Ủy viên chính thức
| Tên (sinh – mất)                  | Bắt đầu    | Kết thúc   | Thời gian       |
| --------------------------------- | ---------- | ---------- | --------------- |
| Kliment Voroshilov (1881–1969)    | 13/7/1930  | 10/2/1934  | 3 năm, 212 ngày |
| Lazar Kaganovich (1893–1991)      | 13/7/1930  | 10/2/1934  | 3 năm, 212 ngày |
| Mikhail Kalinin (1875–1946)       | 13/7/1930  | 10/2/1934  | 3 năm, 212 ngày |
| Sergey Kirov (1886–1934)          | 13/7/1930  | 10/2/1934  | 3 năm, 212 ngày |
| Stanislav Kosior (1889–1939)      | 13/7/1930  | 10/2/1934  | 3 năm, 212 ngày |
| Valerian Kuybyshev (1888–1935)    | 13/7/1930  | 10/2/1934  | 3 năm, 212 ngày |
| Vyacheslav Molotov (1890–1986)    | 13/7/1930  | 10/2/1934  | 3 năm, 212 ngày |
| Jānis Rudzutaks (1887–1938)       | 13/7/1930  | 4/2/1932   | 1 năm, 206 ngày |
| Alexei Rykov (1881–1938)          | 13/7/1930  | 21/12/1930 | 161 ngày        |
| Joseph Stalin (1878–1953)         | 13/7/1930  | 10/2/1934  | 3 năm, 212 ngày |
| Grigory Ordzhonikidze (1886–1937) | 21/12/1930 | 10/2/1934  | 3 năm, 51 ngày  |
| Andrey Andreyev (1895–1971)       | 4/2/1932   | 10/2/1934  | 2 năm, 6 ngày   |

## Ủy viên dự khuyết
| Tên (sinh – mất)              | Bắt đầu   | Kết thúc   | Thời gian       |
| ----------------------------- | --------- | ---------- | --------------- |
| Andrey Andreyev (1895–1971)   | 13/7/1930 | 21/12/1930 | 161 ngày        |
| Anastas Mikoyan (1895–1978)   | 13/7/1930 | 10/2/1934  | 3 năm, 212 ngày |
| Grigory Petrovsky (1890–1986) | 13/7/1930 | 10/2/1934  | 3 năm, 212 ngày |
| Sergei Syrtsov (1893–1937)    | 13/7/1930 | 10/2/1934  | 3 năm, 212 ngày |
| Vlas Chubar (1891–1939)       | 13/7/1930 | 10/2/1934  | 3 năm, 212 ngày |